# Menos um fazendo o L
Em 25 de abril de 2023, Matheus Campos Silva foi morto na ligação Leste-Oeste, em São Paulo, após ser atropelado por Christopher Rodrigues. Após o fato, Christopher publicou vídeos ironizando o fato nas redes sociais, incluindo um onde diz "menos um fazendo o L".

## Caso
Por volta de 17h30 do dia 25 de abril de 2023, enquanto passava pela ligação Leste-Oeste, Christopher Rodrigues, atropelou Matheus Campos da Silva com seu Ford Ka, após tê-lo visto furtar um celular. Nas redes sociais, publicou diversos vídeos irônicos e sem mostrar arrependimento, afirmando que Matheus seria um ladrão. Em um deles, o atropelador diz que, mesmo após pedidos de transeuntes, dentre eles os "direitos humanos", não tiraria seu veículo de cima do jovem, que ainda estava vivo, agonizando: "Não posso tirar o carro, né? Senão o cara foge". Em outro vídeo, Christopher publica: "Menos um fazendo o L". A vítima do furto de Matheus, um motorista de aplicativo, disse que o atropelado recebeu massagem cardíaca no local, pela equipe de resgate dos Bombeiros, e foi levado ainda com vida ao hospital, mas morreu em seguida.

## Investigação
A vítima do furto de Matheus declarou: "Ele veio na lateral do vidro, pegou o celular e correu para trás. Foi atropelado na sequência". Diferentemente do atropelador, a vítima do furto afirmou que não tinha "nenhum sentimento" em relação ao assaltante e que lamentava o fato de ter se envolvido de alguma maneira nessa ocorrência: "Era um ladrão, mas também uma pessoa."
O caso foi registrado por meio de inquérito policial como furto e morte suspeita ou acidental. Christopher foi ouvido na Secretaria da Segurança Pública de São Paulo em 28 de abril, e afirmou que se arrependia das publicações, que o atropelamento foi um acidente, e que supostamente prestou socorro, o que é contraditório com as publicações nas redes sociais. Christopher, que era motorista de aplicativo, foi excluído das plataformas Uber e 99.
A irmã de Matheus disse que a família processaria Christopher. Ela disse: "Meu irmão era um jovem como qualquer um, que trabalhava vendendo bala e capinha de celular no farol. Era assim que ele ganhava a vida. Ele nunca roubou nada de ninguém. Não temos provas de que ele furtou o celular, mas isso não justifica. Não temos bandidos na família. Se ele tivesse roubado, iríamos agradecer pela prisão, para ele pagar pelo que ele fez."
Testemunhas disseram que viram Matheus Campos Silva roubar o celular de outro motorista.
Em outubro de 2023, o Ministério Público pediu o arquivamento da acusação de homicídio culposo contra Christopher e manteve a acusação por incitação ao ódio.